# Підосинки (селище, Дмитровський міський округ)
Підоси́нки (рос. Подосинки) — селище у складі Дмитровського міського округу Московської області, Росія.

## Населення
Населення — 1564 особи (2010; 1548 у 2002).
Національний склад (станом на 2002 рік):
- росіяни — 92 %